# Gianfranco Dalla Barba
Gianfranco Dalla Barba (Padova, 1957. június 11. – 2024. november 22. vagy előtte) olimpiai bajnok olasz kardvívó, orvos ideggyógyász.

## Sportpályafutása
Két olimpián vett részt. Az 1984-is Los Angelesi olimpián arany-, az 1988-as szöuli játékokon bronzérmet szerzett kard csapatversenyben. A világbajnokságon öt érmet, egyéniben egy ezüst- (1983), csapatban pedig két-két ezüst- és bronzérmet szerzett. 1982-ben és 1984-ben megnyerte az olasz bajnokságot kard egyéniben.

## Sikerei, díjai
- Olimpiai játékok – kard, csapat
  - aranyérmes: 1984, Los Angeles
  - bronzérmes: 1988, Szöul
- Világbajnokság – kard
  - ezüstérmes (3): 1979, 1982 (csapat), 1983 (egyéni)
  - bronzérmes (2): 1978, 1983 (csapat)
- Olasz bajnokság – egyéni
  - bajnok (2): 1982, 1984